# Bystrá (Pelhřimovi járás)
Bystrá település Csehországban, a Pelhřimovi járásban. Bystrá Humpolec, Komorovice és Staré Bříště településekkel határos. Lakosainak száma 128 fő (2024. január 1.).

## Népesség
A település lakosságának változását az alábbi diagram mutatja:
| Lakosok száma | 264  | 261  | 255  | 243  | 126  | 124  | 113  | 118  | 121  | 128  |
|               | 1869 | 1900 | 1921 | 1961 | 1980 | 2011 | 2016 | 2019 | 2021 | 2024 |